# Дискография Ру Пола
Дискография американского певца Ру Пола включает в себя двенадцать студийных альбомов, два саундтрека, шесть сборников, пять ремиксовых альбомов и одиннадцать мини-альбомов. Ру Пол также выпустил сорок пять синглов, сорок два музыкальных клипа и тринадцать промосинглов.
Ру Пол достиг коммерческого успеха в США со своим дебютным альбомом Supermodel of the World, который достиг строчки 109 в американском альбомном чарте Billboard 200. В альбом вошла ставшая сегодня визитной карточкой артиста песня «Supermodel (You Better Work)», она смогла добраться до 45 места в Billboard Hot 100 и вошла в топ-5 чарта Hot Dance Club Play в 1993 году. С тех пор он выпустил еще семь студийных альбомов, хотя ни один из них не «породил» сингла, который смог также высоко подняться как дебютный. В 2014 году одновременно с шестым сезоном шоу «Королевские гонки Ру Пола» вышел альбом Born Naked, который смог достичь 85 строчки в Billboard 200, что делает его самым успешным релизом Ру Пола в данном чарте.

## Альбомы

### Студийные альбомы
| Supermodel of the World                                                            | - Релиз: 8 июня 1993 - Лейбл: Tommy Boy Records - Формат: LP, CD, кассета   | 109 | —  | 1  | —  |
| Foxy Lady                                                                          | - Релиз: 29 октября 1996 - Лейбл: Rhino Records - Формат: CD, кассета       | —   | —  | 15 | —  |
| Ho Ho Ho                                                                           | - Релиз: 28 октября 1997 - Лейбл: Rhino Records - Формат: CD, кассета       | —   | —  | 27 | —  |
| Red Hot                                                                            | - Релиз: 21 сентября 2004 - Лейбл: RuCo Inc. - Формат: CD                   | —   | 9  | —  | —  |
| Champion                                                                           | - Релиз: 24 февраля 2009 - Лейбл: RuCo Inc. - Формат: CD, цифровая загрузка | —   | 12 | 26 | —  |
| Glamazon                                                                           | - Релиз: 3 мая 2011 - Лейбл: RuCo Inc. - Формат: CD, цифровая загрузка      | —   | 11 | 8  | —  |
| Born Naked                                                                         | - Релиз: 24 февраля 2014 - Лейбл: RuCo Inc. - Формат: CD, цифровая загрузка | 85  | 4  | —  | 18 |
| Realness                                                                           | - Релиз: 2 марта 2015 - Лейбл: RuCo Inc. - Формат: цифровая загрузка        | —   | 6  | —  | 38 |
| Slay Belles                                                                        | - Релиз: 23 октября 2015 - Лейбл: RuCo Inc. - Формат: CD, цифровая загрузка | —   | 21 | —  | —  |
| Butch Queen                                                                        | - Релиз: 4 марта 2016 - Лейбл: RuCo Inc. - Формат: CD, цифровая загрузка    | —   | 3  | —  | 46 |
| American                                                                           | - Релиз: 24 марта 2017 - Лейбл: RuCo Inc. - Формат: LP, цифровая загрузка   | —   | 12 | —  | 30 |
| Christmas Party                                                                    | - Релиз: 1 ноября 2018 - Лейбл: RuCo Inc. - Формат: цифровая загрузка       | —   | —  | —  | —  |
| Символ «—» означает, что альбом не попал в чарт или не выпускался в данной стране. |                                                                             |     |    |    |    |

### Мини-альбомы
| Название                               | Детали                                                                    |
| -------------------------------------- | ------------------------------------------------------------------------- |
| Sex Freak                              | - Релиз: 1985 - Лейбл: Funtone Records - Формат: LP, CD, кассета          |
| WorkOut: The Rumixes                   | - Релиз: 1 марта 2005 - Лейбл: RuCo, Inc. - Формат: Цифровая загрузка     |
| Supermodel (You Better Work) Rumixes   | - Релиз: 26 мая 2006 - Лейбл: RuCo, Inc. - Формат: Цифровая загрузка      |
| Cover Girl — The RuMixes               | - Релиз: 3 февраля 2009 - Лейбл: RuCo, Inc. - Формат: Цифровая загрузка   |
| Jealous of My Boogie — The RuMixes     | - Релиз: 30 июня 2009 - Лейбл: RuCo, Inc. - Формат: CD, Цифровая загрузка |
| Sexy Drag Queen (Remixes)              | - Релиз: 18 сентября 2012 - Лейбл: RuCo, Inc. - Формат: Цифровая загрузка |
| Responsitrannity (Remixes)             | - Релиз: 18 сентября 2012 - Лейбл: RuCo, Inc. - Формат: Цифровая загрузка |
| Theme From Drag U                      | - Релиз: 23 октября 2012 - Лейбл: RuCo, Inc. - Формат: Цифровая загрузка  |
| Live Forever (Remixes)                 | - Релиз: 6 ноября 2012 - Лейбл: RuCo, Inc. - Формат: Цифровая загрузка    |
| (Here It Comes) Around Again — Remixes | - Релиз: 13 ноября 2012 - Лейбл: RuCo, Inc. - Формат: Цифровая загрузка   |
| If I Dream (Remixes)                   | - Релиз: 20 ноября 2012 - Лейбл: RuCo, Inc. - Формат: Цифровая загрузка   |

### Саундтреки
| Название                                       | Детали                                                                   |
| ---------------------------------------------- | ------------------------------------------------------------------------ |
| RuPaul Is Star Booty                           | - Релиз: 1986 - Лейбл: Funtone Records, Every Records - Формат: LP, CD   |
| Starrbooty: Original Motion Picture Soundtrack | - Релиз: 19 июня 2007 - Лейбл: RuCo Inc. - Формат: CD, цифровая загрузка |

### Сборники
| Название                                                                           | Детали                                                                       | Наивысшая позиция в чартах | Наивысшая позиция в чартах |
| Название                                                                           | Детали                                                                       | US Dance Sales             | US Indie                   |
| ---------------------------------------------------------------------------------- | ---------------------------------------------------------------------------- | -------------------------- | -------------------------- |
| RuPaul’s Go-Go Box Classics                                                        | - Релиз: 17 марта 1998 - Лейбл: Rhino - Формат: CD                           | —                          | —                          |
| RuPaul Presents: The CoverGurlz                                                    | - Релиз: 28 января 2014 - Лейбл: World of Wonder - Формат: цифровая загрузка | —                          | —                          |
| RuPaul Presents: CoverGurlz2                                                       | - Релиз: 3 февраля 2015 - Лейбл: World of Wonder - Формат: цифровая загрузка | —                          | —                          |
| Greatest Hits                                                                      | - Релиз: 16 мая 2015 - Лейбл: RuCo Inc. - Формат: Vinyl                      | —                          | —                          |
| Remember Me: Essential, Vol. 1                                                     | - Релиз: 3 февраля 2017 - Лейбл: RuCo Inc. - Формат: цифровая загрузка       | 4                          | 44                         |
| Essential, Vol. 2                                                                  | - Релиз: 9 июня 2017 - Лейбл: RuCo Inc. - Формат: цифровая загрузка          | 9                          | —                          |
| Символ «—» означает, что альбом не попал в чарт или не выпускался в данной стране. |                                                                              |                            |                            |

### Ремиксовые альбомы
| Название             | Детали                                                                    |
| -------------------- | ------------------------------------------------------------------------- |
| ReWorked             | - Релиз: 13 июня 2006 - Лейбл: RuCo Inc. - Формат: CD, цифровая загрузка  |
| Drag Race            | - Релиз: 30 марта 2010 - Лейбл: RuCo Inc. - Формат: CD, цифровая загрузка |
| SuperGlam DQ         | - Релиз: 16 июля 2011 - Лейбл: RuCo Inc. - Формат: CD, цифровая загрузка  |
| Butch Queen: Remixes | - Релиз: 15 апреля 2016 - Лейбл: RuCo Inc. - Формат: Цифровая загрузка    |
| Queen of Queens      | - Релиз: 29 апреля 2019 - Лейбл: RuCo Inc. - Формат: Цифровая загрузка    |

## Синглы

### Как главный артист
| Название                                                                                              | Год  | Наивысшая позиция в чартах | Наивысшая позиция в чартах | Наивысшая позиция в чартах | Наивысшая позиция в чартах | Наивысшая позиция в чартах | Сертификации | Альбом                                         |
| Название                                                                                              | Год  | US                         | US Elec.                   | US Dance                   | AUS                        | UK                         | Сертификации | Альбом                                         |
| --- | ---- | -------------------------- | -------------------------- | -------------------------- | -------------------------- | -------------------------- | ------------ | ---------------------------------------------- |
| «Supermodel (You Better Work)»                                                                        | 1992 | 45                         | —                          | 2                          | —                          | 39                         | - RIAA: Gold | Supermodel of the World                        |
| «Back to My Roots»                                                                                    | 1993 | —                          | —                          | 1                          | 90                         | 40                         |              | Supermodel of the World                        |
| «A Shade Shady (Now Prance)»                                                                          | 1993 | —                          | —                          | 1                          | —                          | —                          |              | Supermodel of the World                        |
| «House of Love»                                                                                       | 1993 | —                          | —                          | —                          | —                          | 40                         |              | Supermodel of the World                        |
| «Everybody Dance»                                                                                     | 1993 | —                          | —                          | —                          | —                          | —                          |              | Supermodel of the World                        |
| «Little Drummer Boy»                                                                                  | 1993 | —                          | —                          | —                          | —                          | —                          |              | без альбома                                    |
| «Don’t Go Breaking My Heart» (совместно с Элтоном Джоном)                                             | 1994 | 92                         | —                          | 3                          | 45                         | 7                          |              | Duets                                          |
| «Snapshot»                                                                                            | 1996 | 95                         | —                          | 4                          | —                          | —                          |              | Foxy Lady                                      |
| «A Little Bit of Love»                                                                                | 1997 | —                          | —                          | 28                         | —                          | —                          |              | Foxy Lady                                      |
| «Celebrate»                                                                                           | 1997 | —                          | —                          | 31                         | —                          | —                          |              | Foxy Lady                                      |
| «Looking Good, Feeling Gorgeous»                                                                      | 2004 | —                          | —                          | 2                          | —                          | —                          |              | Red Hot                                        |
| «WorkOut»                                                                                             | 2005 | —                          | —                          | 5                          | —                          | —                          |              | Red Hot                                        |
| «People Are People» (при участии Тома Тружило)                                                        | 2006 | —                          | —                          | 10                         | —                          | —                          |              | Red Hot                                        |
| «Supermodel (Remixes)» (при участии Shirley Q. Liquor)                                                | 2006 | —                          | —                          | 21                         | —                          | —                          |              | Supermodel (You Better Work) Rumixes           |
| «Call Me Starrbooty»                                                                                  | 2007 | —                          | —                          | —                          | —                          | —                          |              | Starrbooty: Original Motion Picture Soundtrack |
| «Cover Girl»                                                                                          | 2009 | —                          | —                          | 16                         | —                          | —                          |              | Champion                                       |
| «Jealous of My Boogie»                                                                                | 2009 | —                          | —                          | 55                         | —                          | —                          |              | Champion                                       |
| «Devil Made Me Do It»                                                                                 | 2010 | —                          | —                          | —                          | —                          | —                          |              | Champion                                       |
| «Tranny Chaser»                                                                                       | 2010 | —                          | —                          | —                          | —                          | —                          |              | Champion                                       |
| «Champion»                                                                                            | 2011 | —                          | —                          | —                          | —                          | —                          |              | Champion                                       |
| «Superstar»                                                                                           | 2011 | —                          | —                          | —                          | —                          | —                          |              | Glamazon                                       |
| «Glamazon»                                                                                            | 2011 | —                          | —                          | —                          | —                          | —                          |              | Glamazon                                       |
| «Peanut Butter» (при участии Big Freedia)                                                             | 2012 | —                          | —                          | —                          | —                          | —                          |              | без альбома                                    |
| «Sexy Drag Queen»                                                                                     | 2012 | —                          | —                          | —                          | —                          | —                          |              | Sexy Drag Queen (Remixes)                      |
| «Responsitrannity»                                                                                    | 2012 | —                          | —                          | —                          | —                          | —                          |              | Glamazon                                       |
| «Theme From Drag U»                                                                                   | 2012 | —                          | —                          | —                          | —                          | —                          |              | Theme From Drag U                              |
| «Live Forever»                                                                                        | 2012 | —                          | —                          | —                          | —                          | —                          |              | Glamazon                                       |
| «Here It Comes (Around Again)»                                                                        | 2012 | —                          | —                          | —                          | —                          | —                          |              | Glamazon                                       |
| «If I Dream»                                                                                          | 2012 | —                          | —                          | —                          | —                          | —                          |              | Glamazon                                       |
| «Lick It Lollipop» (при участии Леди Банни)                                                           | 2013 | —                          | —                          | —                          | —                          | —                          |              | без альбома                                    |
| «I Bring the Beat»                                                                                    | 2013 | —                          | —                          | —                          | —                          | —                          |              | Glamazon                                       |
| «The Beginning»                                                                                       | 2013 | —                          | —                          | —                          | —                          | —                          |              | Glamazon                                       |
| «Geronimo»                                                                                            | 2014 | —                          | —                          | —                          | —                          | —                          |              | Born Naked                                     |
| «Sissy That Walk»                                                                                     | 2014 | —                          | 27                         | 55                         | —                          | —                          |              | Born Naked                                     |
| «Modern Love»                                                                                         | 2015 | —                          | —                          | —                          | —                          | —                          |              | Born Naked                                     |
| «U Wear It Well»                                                                                      | 2016 | —                          | —                          | —                          | —                          | —                          |              | Butch Queen                                    |
| «Be Someone»                                                                                          | 2016 | —                          | —                          | —                          | —                          | —                          |              | Butch Queen                                    |
| «Read U Wrote U» (при участии Каста 2 сезона шоу «Королевские гонки Ру Пола: Все звёзды»)             | 2016 | —                          | 29                         | —                          | —                          | —                          |              | без альбома                                    |
| «American»                                                                                            | 2017 | —                          | —                          | —                          | —                          | —                          |              | American                                       |
| «Category Is» (при участии Каста 9 сезона шоу «Королевские гонки Ру Пола»)                            | 2017 | —                          | —                          | —                          | —                          | —                          |              | без альбома                                    |
| «Call Me Mother»                                                                                      | 2017 | —                          | 47                         | —                          | —                          | —                          |              | American                                       |
| «Kitty Girl» (при участии Каста 3 сезона шоу «Королевские гонки Ру Пола: Все звёзды»)                 | 2018 | —                          | 18                         | —                          | —                          | —                          |              | без альбома                                    |
| «American» (при участии Каста 10 сезона шоу «Королевские гонки Ру Пола»)                              | 2018 | —                          | —                          | —                          | 12                         | —                          | —            | без альбома                                    |
| «Super Queen (Cast Version)» (при участии Каста 4 сезона шоу «Королевские гонки Ру Пола: Все звёзды») | 2019 | —                          | —                          | —                          | —                          | —                          |              | без альбома                                    |
| «Queens Everywhere (Cast Version)» (при участии Каста 11 сезона шоу «Королевские гонки Ру Пола»)      | 2019 | —                          | —                          | —                          | —                          | —                          |              | без альбома                                    |
| Символ «—» означает, что сингл не попал в чарт или не выпускался в данной стране.                     |      |                            |                            |                            |                            |                            |              |                                                |

### Как приглашённый артист
| Название                                                                          | Год  | Наивысшая позиция в чартах | Наивысшая позиция в чартах | Наивысшая позиция в чартах | Наивысшая позиция в чартах | Альбом            |
| Название                                                                          | Год  | US Elec.                   | US Dance                   | AUS                        | UK                         | Альбом            |
| --------------------------------------------------------------------------------- | ---- | -------------------------- | -------------------------- | -------------------------- | -------------------------- | ----------------- |
| «It’s Raining Men… The Sequel» (совместно с Мартой Уош)                           | 1998 | —                          | 22                         | 64                         | 21                         | The Collection    |
| «Low (Remix)» (совместно с Тодриком Холлом)                                       | 2017 | 35                         | —                          | —                          | —                          | Straight Outta Oz |
| «Dem Beats» (совместно с Тодриком Холлом)                                         | 2018 | —                          | 55                         | —                          | —                          | Forbidden         |
| Символ «—» означает, что сингл не попал в чарт или не выпускался в данной стране. |      |                            |                            |                            |                            |                   |